# Petzenkirchen
Petzenkirchen je městys v Rakousku ve spolkové zemi Dolní Rakousy v okrese Melk. Žije zde přibližně 1 300 obyvatel.

## Geografie

### Geografická poloha
Petzenkirchen se nachází ve spolkové zemi Dolní Rakousy v regionu Mostviertel. Rozloha území městyse činí 2,92 km², z nichž přibližně 6% pokrývá les.

### Části obce
Území městyse Petzenkirchen zahrnuje 3 sídla:
- Petzenkirchen
- Breiteneich
- Fohra

### Sousední obce
- na severu: Bergland
- na jihu: Wieselburg (okres Scheibbs)

## Kultura a památky

### Stavby
- Zámek Petzenkirchen
- Farní kostel sv. Štěpána

## Galerie

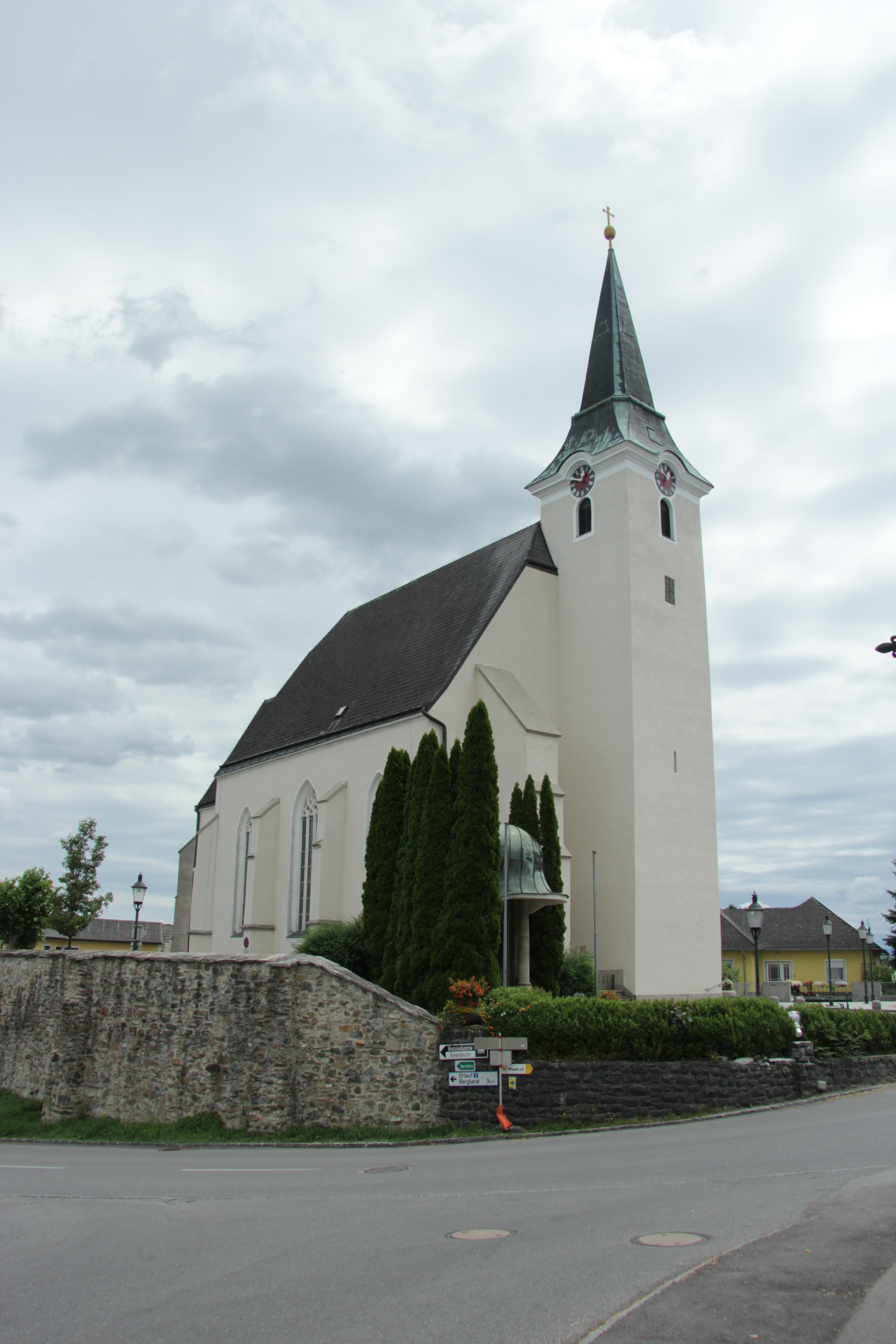
Farní kostel sv. Štěpána
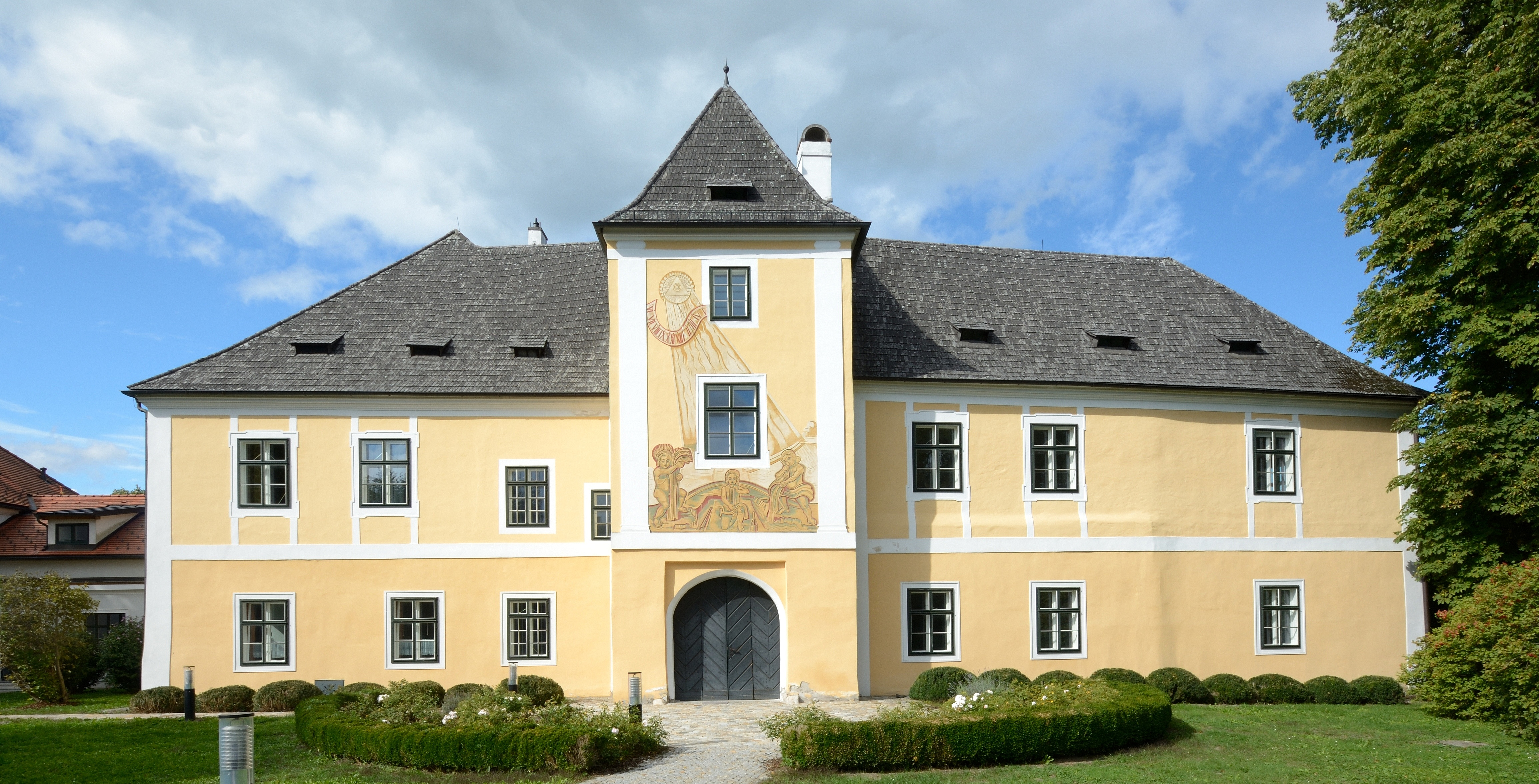
Zámek Petzenkirchen
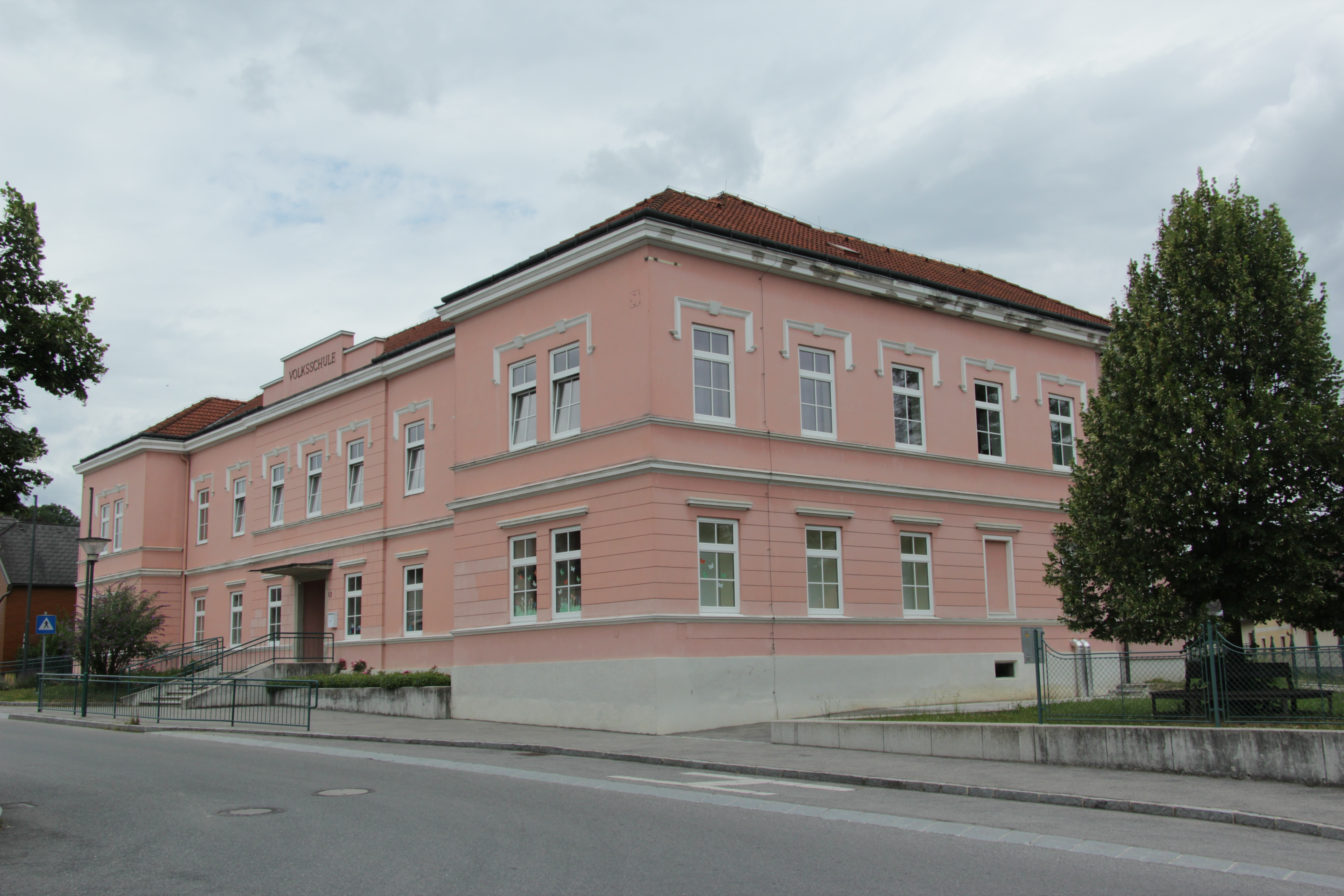
Buodva školy